# Nicolas Kiesa
Nicolas Kiesa (Kopenhagen, 3 maart 1978) is een Deens autocoureur. Hij maakte zijn Formule 1-debuut in 2003 bij Minardi en nam deel aan 5 Grands Prix. Hij scoorde geen punten.
In Formule 3000/2003 wist hij de Formule 3000-race in Monaco te winnen. Björn Wirdheim dacht dat hij de finishvlag al voorbij was en vertraagde bij zijn pitcrew waarop Kiesa hem kon inhalen.
Hij racete voor het eerst in de Formule 1 voor Minardi in 2003 waarvoor hij vijf Grands Prix mocht starten. Hij wist deze ook alle vijf uit te rijden maar geen punten te pakken. In 2005 keerde hij terug naar de Formule 1 toen hij voor Jordan ging rijden als derde rijder. Hierdoor mocht hij elke vrijdag zijn opwachting maken in de vrije oefenritten.